# Falkenstein, Vogtland
Falkenstein là một đô thị ở huyện Vogtland, bang tự do Sachsen, Đức. Đô thị Falkenstein, Vogtland có diện tích 31,05 km², dân số thời điểm ngày 31 tháng 12 năm 2006 là 9258 người. Đô thị này có cự ly 4 km về phía tây nam của Auerbach, và 17 km về phía đông của Plauen.